# Washington D.C. Area Film Critics Association Awards 2015
14. ročník předávání cen asociace Washington D.C. Area Film Critics Association se konal dne 7. prosince 2015. Nominace byly oznámeny dne 5. prosince 2015.

## Vítězové a nominovaní

### Nejlepší film
Spotlight
- Šílený Max: Zběsilá cesta
- Brooklyn
- Revenant Zmrtvýchvstání
- Sicario: Nájemný vrah

### Nejlepší režisér
George Miller – Šílený Max: Zběsilá cesta
- Alex Garland – Ex Machina
- Alejandro González Iñárritu – Revenant Zmrtvýchvstání
- Ridley Scott – Marťan
- Todd Haynes – Carol

### Nejlepší adaptovaný scénář
Emma Donoghue – Room
- Nick Hornby – Brooklyn
- Drew Goddard – Marťan
- Aaron Sorkin – Steve Jobs
- Phyllis Nagy – Carol

### Nejlepší původní scénář
Pete Docter, Meg LeFauve a Josh Cooley – V hlavě
- Matt Charman, Joel Coena Ethan Coen – Most špionů
- Tom McCarthy a Josh Singer – Spotlight
- Alex Garland – Ex Machina
- Amy Schumer – Vykolejená

### Nejlepší herec v hlavní roli
Leonardo DiCaprio – Revenant Zmrtvýchvstání
- Matt Damon – Marťan
- Eddie Redmayne – Dánská dívka
- Johnny Depp – Black Mass: Špinavá hra
- Michael Fassbender – Steve Jobs

### Nejlepší herečka v hlavní roli
Saorise Ronan – Brooklyn
- Brie Larson – Room
- Cate Blanchett – Carol
- Charlize Theron – Šílený Max: Zběsilá cesta
- Sarah Silvermanová – I Smile Back

### Nejlepší herec ve vedlejší roli
Idris Elba – Bestie bez vlasti
- Paul Dano – Love & Mercy
- Sylvester Stallone – Creed
- Mark Rylance – Most špionů
- Tom Hardy – Revenant Zmrtvýchvstání

### Nejlepší herečka ve vedlejší roli
Alicia Vikander – Ex Machina
- Alicia Vikander – Dánská dívka
- Rooney Mara – Carol
- Kate Winslet – Steve Jobs
- Jennifer Jason Leigh - Osm hrozných

### Nejlepší cizojazyčný film
Saulův syn
- Assassin
- Dobrou, mámo
- Mustang
- Kdy se máma vrátí?

### Nejlepší animovaný film
V hlavě
- Anomalisa
- Hodný dinosaurus
- Snoopy a Charlie Brown. Peanuts ve filmu
- Ovečka Shaun ve filmu
- SpongeBob ve filmu: Houba na suchu

### Nejlepší kamera
Emmanuel Lubezki – Revenant Zmrtvýchvstání
- Yves Bélanger – Brooklyn
- Roger Deakins – Sicario: Nájemný vrah
- Edward Lachman – Carol
- John Seale – Šílený Max: Zběsilá cesta

### Nejlepší střih
Margaret Sixel – Šílený Max: Zběsilá cesta
- Pietro Scalia – Marťan
- Stephen Mirrione – Revenant Zmrtvýchvstání
- Joe Walker – Sicario: Nájemný vrah
- Elliot Graham – Steve Jobs

### Nejlepší výprava
Šílený Max: Zběsilá cesta
- Carol
- Brooklyn
- Popelka
- Purpurový vrch

### Nejlepší skladatel
Jóhann Jóhannsson – Sicario: Nájemný vrah
- Michael Brook – Brooklyn
- Carter Burwell – Carol
- Junkie XL – Šílený Max: Zběsilá cesta
- Ennio Morricone – Osm hrozných

### Nejlepší mladý herec/mladá herečka
Jacob Tremblay – Room
- Abraham Attah – Bestie bez vlasti
- Raffey Cassidy – Země zítřka
- Oona Laurence – Bojovník
- Güneş Şensoy – Mustang

### Nejlepší obsazení
Spotlight
- Sázka na nejistotu
- Osm hrozných
- Straight Outta Compton
- Steve Jobs